# Удружење правника Републике Српске
Удружење правника Републике Српске је стручна организација правника у Републици Српској.
Сједиште Удружења правника је у Бањој Луци.

## Организација
Удружење правника Републике Српске је статутарно дефинисано као стручна организација правника у коју се добровољно и по слободном приступу удружују правници са територије Републике Српске. Органи удружења су: Скупштина, Предсједништво, предсједник и Надзорни одбор.
Скупштина је највиши орган коју сачињавају сви чланови, а најмање стотину чланова.
Предсједништво је извршни орган Скупштине (са функцијом Управног одбора). Предсједништво чине: предсједник, четири потпредсједника, генерални секретар и још 20 чланова.
Предсједник заступа и представља удружење. Предсједник је уједно и предсједник Предсједништва.
Удружење правника Републике Српске је члан Међународног удружења правника. Најзначајнији научни, стручни и едукативни скуп је савјетовање „Октобарски правнички дани“.